# Julie Condra
Julie Michele Condra-Dacascos (n. 1 de diciembre de 1970) es una actriz de cine y televisión de Nacionalidad estadounidense.
Nació en Ballinger, Texas, hija de Priscilla Condra, y creció en San Antonio, Texas. En su adolescencia trabajó como modelo de catálogos y anuncios. 
En 1982, Condra participó en un pequeño papel en la película Wrong Is Right. El personaje más conocido fue el de Madeline Adams en The Wonder Years, en el cual apareció en cuatro episodios de la cuarta temporada. Luego apareció en las series de la NBC llamada Eerie, Indiana, Married... with Children y Walker, Texas Ranger.
En 1995, protagonizó la película Crying Freeman con Mark Dacascos, con quien finalmente se casó y establecieron su residencia en Hawái.